# Marek Šindelka

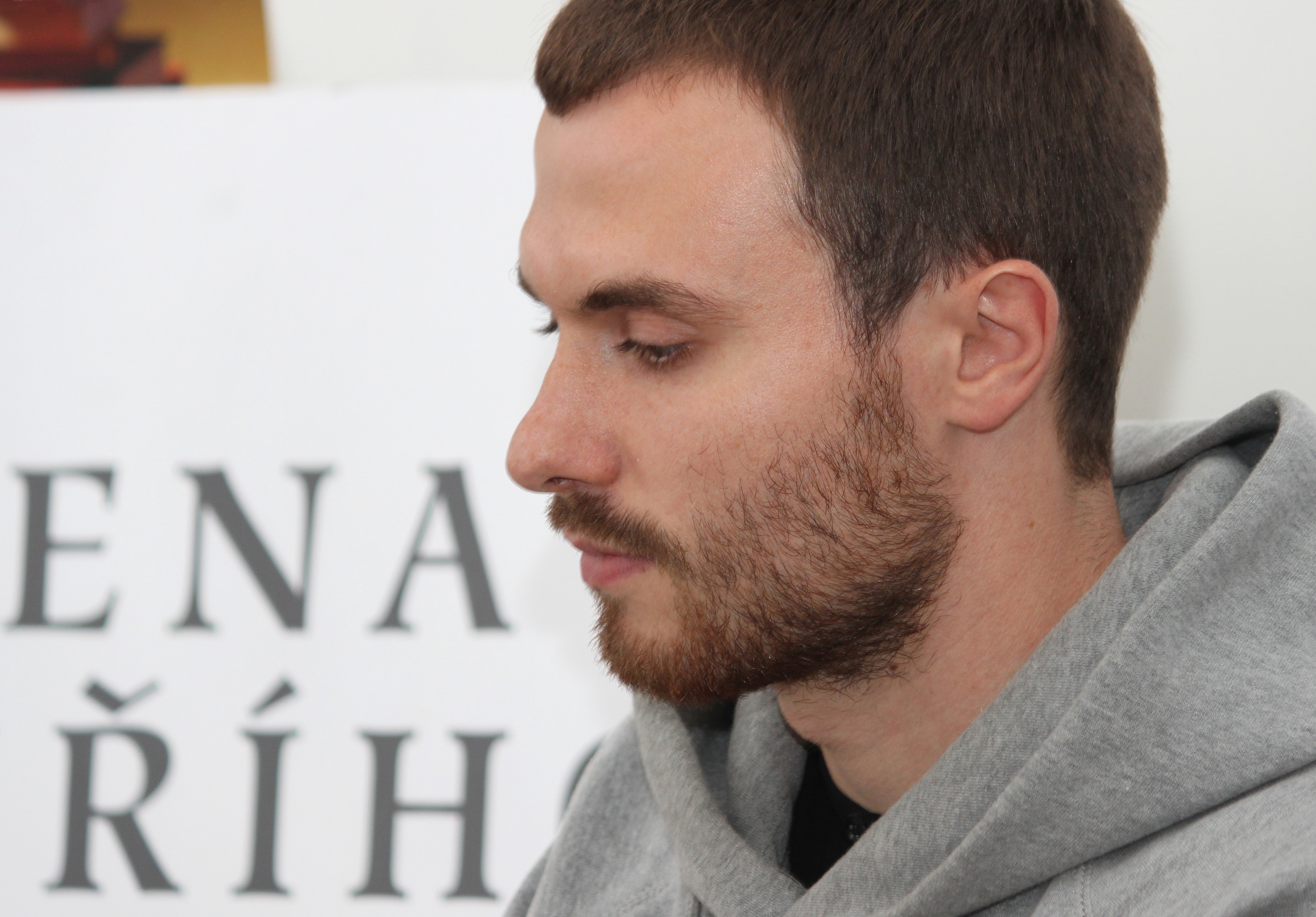
Marek Šindelka, 2013

Marek Šindelka (* 1984 in Polička) ist ein tschechischer Schriftsteller.

## Leben
Marek Šindelka studierte neben seiner schriftstellerischen Tätigkeit Kulturwissenschaft an der Karls-Universität Prag sowie Drehbuch an der Prager FAMU.
Für sein Debüt, den Gedichtband Strychnin a jiné básně (Paseka, 2005), erhielt er im Jahr 2006 den Jiří-Orten-Preis. 2008 veröffentlichte Šindelka seinen ersten Roman Chyba im Verlag Pistorius & Olšanská, der 2011 auch als Comic erschien. Außerdem verfasste Šindelka Beiträge für die tschechischen Literaturzeitschriften Souvislosti, A2 und Host, sowie die Erzählbände Zůstaňte s námi, für den er 2012 mit dem Magnesia Litera Preis in der Kategorie Prosa ausgezeichnet wurde, und Mapa Anny. 2016 erschien seit zweiter Roman Únava materiálu. 2017 erhielt Šindelka für diesen Roman erneut den  Magnesia Litera Preis für Prosa.

## Werke
- Strychnin a jiné básně (Strychnin und weitere Gedichte), Paseka, Prag 2005, ISBN 80-7185-772-6
- Chyba (Der Fehler), Pistorius & Olsanská, Příbram 2008, ISBN 978-80-87053-18-8
- Zůstaňte s námi (Bleiben Sie dran), Odeon, Prag 2011, ISBN 978-80-207-1372-8
- Mapa Anny (Annas Landkarte), Odeon, Prag 2014, ISBN 978-80-207-1577-7
- Únava materiálu (Materialermüdung), Odeon, Prag 2016, ISBN 978-80-207-1740-5